# Visingsö
Visingsö est une île située dans la partie méridionale du Vättern en Suède, à trente kilomètres de la ville de Jönköping et à six kilomètres de la ville de Gränna à laquelle elle est reliée par ferry.
La superficie de l'île est de 24 km2.
Selon la légende, Visingsö fut créée par le géant Vist qui jeta une motte de terre au milieu du lac de manière que son épouse puisse le traverser à pied sec.
Au Moyen Âge, l'île joua un rôle important dans l'histoire de Suède. Sites de vestiges préhistoriques et ruines de châteaux médiévaux.
Le roi Karl Sverkersson y est mort en 1167.

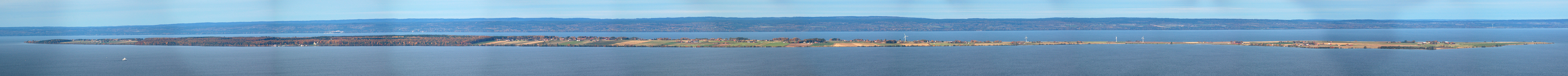
Panorama de Visingsö depuis Brahehus.

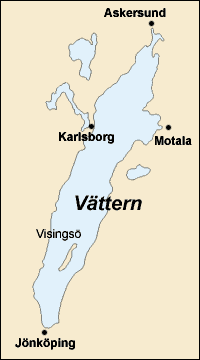
Carte de localisation de Visingsö dans la partie méridionale du Vättern.